# 2008년 중국 설해

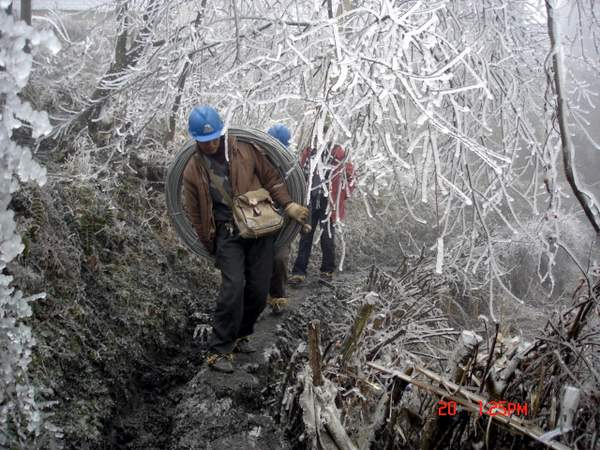

2008년 중국 설해는 1월 25일부터 2월 6일 사이에 중국 남부에서 중부 대부분에 걸쳐 심각한 영향을 미치게 한 설해이다. 폭설, 얼음 및 저온으로 피해 지역의 대부분의 교통은 막대한 피해와 수송 장애가 초래되어 수천만명의 이용자가 영향을 받았다. 여러 보도에 따르면, 설해에 의한 직접 사망자는 적어도 129명에 달했다.